# الاتحاد الشيوعي
الاتحاد الشيوعي (بالدنماركية: Kommunistisk Samling)‏ منظمة شيوعية في الدنمارك. تأسست في نوفمبر 2005، بعد الانشقاق عن الحزب الشيوعي في الدنمارك. 
في نوفمبر 2006، اندمجت مع الحزب الشيوعي الدنماركي (الماركسي اللينيني) وشكلت الحزب الشيوعي. في وقت حل الاتحاد الشيوعي، ادعت المنظمة أن لديها 85 عضوا.

## روابط خارجية
- وثائق حول عملية توحيد DKP / ML و KS[وصلة مكسورة][ رابط معطل دائم ]